# ボスニア・ヘルツェゴビナ国有鉄道IIIa4形蒸気機関車

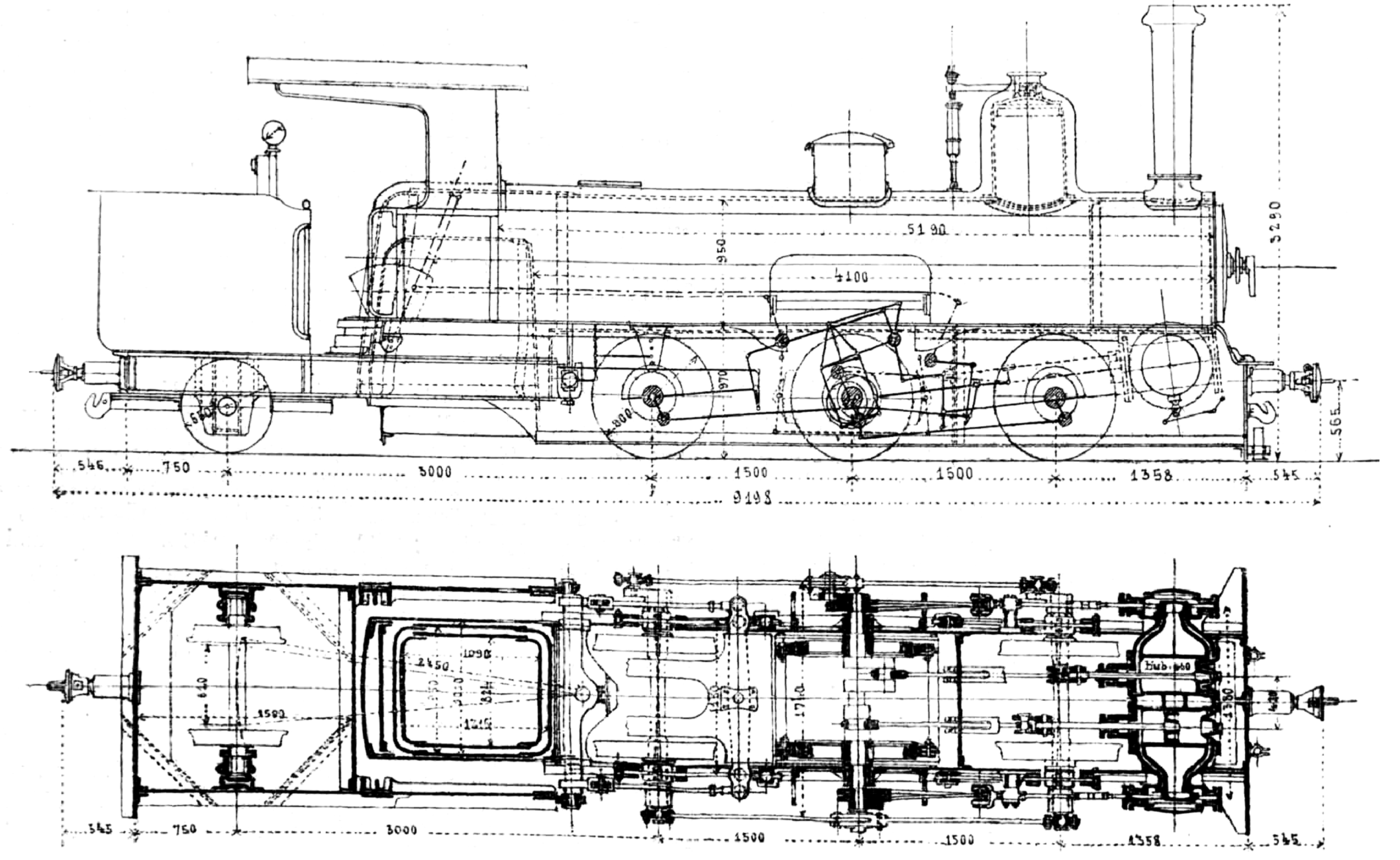
IIIa4形の組立図

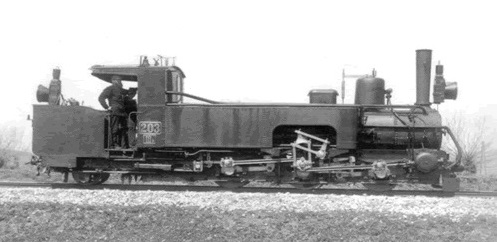
IIIa4形のうち後部が解放された運転室を持つ203号機

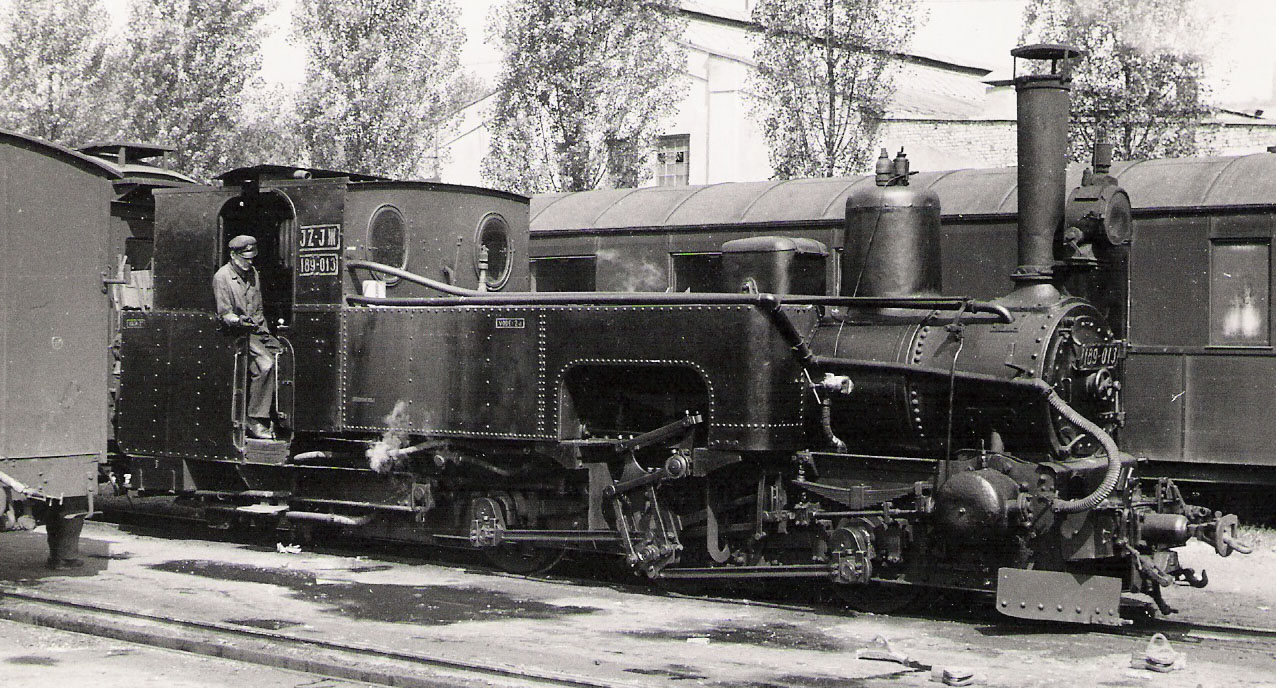
ユーゴスラビア国鉄189形013号機、もとボスニア・ヘルツェゴビナ国鉄IIIa4形203号機、サラエヴォ駅、1965年

ボスニア・ヘルツェゴビナ国有鉄道IIIa4形蒸気機関車（ ボスニア・ヘルツェゴビナこくゆうてつどうIIIa4がたじょうききかんしゃ）は、現在ではボスニア・ヘルツェゴビナとなっている共同統治国ボスニア・ヘルツェゴヴィナのボスニア・ヘルツェゴビナ国有鉄道（Bosnisch-Herzegowinische Staatsbahnen（BHStB）、1908年以降Bosnisch-Herzegowinische Landesbahnen（BHLB））で使用された蒸気機関車である。

## 概要
現在のボスニア・ヘルツェゴビナでは、オーストリア＝ハンガリー二重帝国配下であった共同統治国ボスニア・ヘルツェゴヴィナ時代の1880年代以降、ボスニアゲージと呼ばれる760mm軌間の鉄道が多く建設されていた。まず、ブロド - ゼニツァ間に最初の軍用鉄道が敷設され、その後二重帝国ボスナ鉄道  によって1879年–82年にブロドからサラエヴォに至る全長355kmのボスナ線として開業した。その後はこのボスナ鉄道のほか、ボスニア・ヘルツェゴビナ国有鉄道やオーストリア＝ハンガリー帝国軍用鉄道などによって各地に760mm軌間の鉄道が建設されており、その後これらの路線のうち主要なものは、1895年にボスナ鉄道がボスニア・ヘルツェゴビナ国有鉄道に統合されたことなどにより全て同国鉄の路線となっていた。
これらのボスニア・ヘルツェゴビナのボスニアゲージの鉄道は旧曲線の多い路線がほとんどであったため、曲線通過性能に配慮した機関車を導入しており、双合式のボスナ鉄道のIIa2形、先輪と従輪にクローゼ式輪軸操舵機構を採用したボスニア・ヘルツェゴビナ国鉄のIIa4形と並行して導入された、動輪とテンダーにクローゼ式輪軸操舵機構を採用した機体が本稿で記述するIIIa4形であり、ボスナ鉄道とボスニア・ヘルツェゴビナ国鉄の両者が同型機を並行して導入している。本形式は車軸配置C1'tのテンダ式蒸気機関車であり、ドイツ生まれの技術者であるアドルフ・クローゼによって開発されたクローゼ式輪軸操舵機構を有しており、曲線通過時には曲線によるテンダの変位量を基に第1および第3動輪をリンク機構によって曲線に合わせて転向させ、曲線通過性能を向上させる構造となっていることが特徴となっている。この機構は複雑なものであったが、本形式の使用実績は良好なものであり、計34機が導入されたほか、改良増備型のIIIa5形も56機が導入されている。なお、ザクセン王国でも1889-91年に本形式を若干縮小した準同型機である王立ザクセン邦有鉄道III K形が製造されているが、こちらは6機のみの製造となっている。
IIIa4形はバイエルン王国に本社があったクラウスのミュンヘン工場（バイエルン王国）およびリンツ工場（オーストリア＝ハンガリー帝国）で製造されており、ボスナ鉄道向けに21-29号機が、ボスニア・ヘルツェゴビナ国有鉄道向けに31-38号機（31、32号機は当初4、5号機であった）が導入されており、その後1895年の両鉄道の統合に伴い、ボスニア・ヘルツェゴビナ国有鉄道の201-234号機となっている。なお、本形式の形式称号の"III"は動軸3軸、"a"は自重30t以下、"4"はテンダーを含む全軸数を表すものであったが、ユーゴスラビア国鉄時代の1933年の称号改正により、全機が189形となっている。この付番方法では蒸気機関車のうち、01-49形が標準軌のテンダ式、50-69形が標準軌のタンク式、70-94形が760mm軌間、95-98形が760mm軌間のラック式、99形が600mm軌間と分類され、経年の進んでいた機体にはこれらに100を加えた形式名とされていた。
その後ボスニア・ヘルツェゴビナ国鉄は1908年のボスニア・ヘルツェゴビナ併合にともなってオーストリア＝ハンガリー帝国のボスニア・ヘルツェゴビナ地方鉄道に改称しているが、その後ボスニア・ヘルツェゴビナ地域は1914-18年の第一次世界大戦およびオーストリア＝ハンガリー帝国の解体を経て1918年に成立したセルビア人・クロアチア人・スロベニア人王国（1929年に国名をユーゴスラビア王国に変更）に属することとなったことに伴い、ボスニア・ヘルツェゴビナ地域鉄道の路線は同国国鉄であるセルビア人・クロアチア人・スロベニア人王国鉄道（1929年にユーゴスラビア国有鉄道 に名称変更）の路線となってIIIa4形も同国鉄の所有となった。これにより、本形式は引続きボスニア・ヘルツェゴビナ地方のほかセルビア、クロアチアの760mm軌間の路線でも運行されるようになり、1933年には前述のとおり称号改正が実施され、これ以前に廃車となった機体を除き、 IIIa4形から189形の001-033号機となっている
1941年にはクーデターやユーゴスラビア侵攻によりユーゴスラビア王国が実質的に崩壊し、ユーゴスラビア王国の鉄道はクロアチア独立国のクロアチア国鉄やセルビア救国政府のセルビア国鉄および占領していたドイツ、ハンガリー、イタリア、ブルガリア各国の国鉄が運行するようになったほか、パルチザンが運営する民族解放軍営鉄道がその支配地域で運行されており、本形式は1941年時点では全機がクロアチア国鉄が運行していた。
1945年にはユーゴスラビア連邦人民共和国が成立し、189形は再度ユーゴスラビア国鉄の所属となり、その後1952年にはユーゴスラビア国鉄の後身としてユーゴスラビア鉄道が発足しているほか、1963年には国名がユーゴスラビア社会主義連邦共和国に変更となっている。こうした流れの中でユーゴスラビア鉄道では鉄道の近代化の一環として760mm軌間のうち主要路線は標準軌に転換するともに、不要路線を廃止することとなり、1980年代までに760mm軌間の鉄道は全廃されている。
本形式の製造年ごとのボスナ鉄道（kkBB）機番、ボスニア・ヘルツェゴビナ国有鉄道（BHStB）旧機番、ボスニア・ヘルツェゴビナ国有鉄道（BHStB/BHLB）/セルビア人・クロアチア人・スロベニア人王国鉄道（SHS）機番、製造所、製番、ユーゴスラビア国鉄/ユーゴスラビア鉄道（JDŽ/JŽ）形式機番は下記のとおりである。
| 製造年 | kkBB機番 | BHStB旧機番       | BHStB/BHLB/SHS機番 | 製造所                     | 製番                | JDŽ/JŽ形式機番  |
| ------ | -------- | ----------------- | ------------------ | -------------------------- | ------------------- | --------------- |
| 1885年 | 21       |                   | 201                | クラウス（ミュンヘン工場） | 1075                | 189-001         |
| 1887年 | 22-25    |                   | 202-205            | クラウス（リンツ工場）     | 1795-1798           | 189-002-005     |
| 1888年 |          | 31（製造当初は4） | 206                | クラウス（リンツ工場）     | 1971                | 189-006         |
| 1888年 | 26       |                   | 207                | クラウス（リンツ工場）     | 1972                | 189-007         |
| 1889年 | 27-28    |                   | 208-209            | クラウス（リンツ工場）     | 2189/2209           | 189-008-009     |
| 1889年 |          | 32（製造当初は5） | 210                | クラウス（リンツ工場）     | 2210                | 189-010         |
| 1890年 | 29       |                   | 211                | クラウス（リンツ工場）     | 2230                | 189-011         |
| 1891年 | 30-32    |                   | 212-214            | クラウス（リンツ工場）     | 2507-2509           | 189-012-014     |
| 1892年 | 33-34    |                   | 215-216            | クラウス（リンツ工場）     | 2690-2691           | 189-015-016     |
| 1892年 |          | 33-34             | 217-218            | クラウス（リンツ工場）     | 2692-2693           | 189-017-018     |
| 1893年 |          | 35-37             | 219-221            | クラウス（リンツ工場）     | 2841-2843           | 189-019-021     |
| 1893年 | 35-39    |                   | 222-226            | クラウス（リンツ工場）     | 2857-2858/2871-2873 | 189-022-026     |
| 1894年 |          | 38                | 227                | クラウス（リンツ工場）     | 3067                | 189-027         |
| 1895年 |          |                   | 228-229            | クラウス（リンツ工場）     | 3237-3238           | 189-028-029     |
| 1896年 |          |                   | 230-234            | クラウス（リンツ工場）     | 3338-3389           | 189-030-033/006 |

## 仕様

### 走行装置
- 主台枠は鋼板製の外側台枠式の板台枠、ボイラ台とシリンダブロックは鋳鉄製で、動輪、従輪は車軸配置C'1tに配置されており、動輪は900mm径、テンダーの従輪は650mm径のいずれもスポーク車輪である。
- シリンダは2シリンダ単式で、後述するクローゼ式輪軸操舵機構のリンク装置を台枠の外側に配置しているため、台枠内側にシリンダとクロスヘッド、主連棒を後傾させて配置しており、台枠外側に連結棒と弁装置を配している。また、弁装置はスチーブンソン式で、主動輪は第2動輪となっている。
- ボイラーは直径950mm、煙管長4100mm、火格子面積0.9m2、全伝熱面積が58.2m2の飽和蒸気式で使用圧力は12kg/cm2である。
- 運転室は機関車後部からテンダー前部にかけて設けられ、壁面および屋根も機関車とテンダーにそれぞれに分離して設置されているが、機関車後部にはほとんど床面が無く、機関士、機関助士は主にテンダー側および連結部の床面に立って運転操作を行う。また、テンダーは石炭2tを搭載する1軸の片持ち式のもので、曲線通過性能の確保のためテンダー台枠の側梁を前方に延長し、火室前部で左右の側梁間に端梁を通してその中央に荷重を受けつつ、曲線通過時に転向する際の支点を設けている。なお、水は機関車ボイラー横の水タンクに2.7m3を搭載している。
- 本形式に採用されたクローゼ式輪軸操舵機構は曲線におけるテンダの変位量を基にリンク機構を介して第1動輪と第3動輪を曲線に対応した角度に台枠に対して転向させる方式のものである。第1動輪と第3動輪の軸箱は台枠に対して前後方向に可動でき、かつ、左右それぞれの第1、第3動輪の軸箱がリンクによって結合されて台枠に対しての動輪の変位角が均等となるようになっており、さらにこのリンクとテンダの側梁からのリンクを結合して、テンダの変位を基に第1、第3動輪の変位角の総量を決定している。また、同じくテンダからのリンクによって主動輪である第2動輪から第1および第3動輪へ駆動力を伝達する連結棒の長さを調整しており、変位による各動輪間の距離の伸縮に対応している。
- 連結器はピン・リンク式連結器で、ねじ式連結器としても使用できるよう、ピン・リンク式連結器の左右にフックとリングを装備している。また、併せて真空ブレーキ用の連結ホースを装備している。
- ブレーキ装置は反圧ブレーキ、手ブレーキ及び真空ブレーキで、基礎ブレーキ装置は輪軸操舵機構を装備しない第2動輪とテンダーの従輪に両抱き式の踏面ブレーキが装備されている。

### 主要諸元
- 軌間：760mm
- 方式：2シリンダ、飽和蒸気式テンダ機関車
- 軸配置：C'1t
- 最大寸法：全長9250mm[13]、全高3250mm
- 全軸距：6000mm
- 固定軸距：3000mm
- 動輪径：900mm
- 従輪径：650mm
- 自重：自重/運転整備重量：19.6t/25.6t
- ボイラー
  - 火格子面積/全伝熱面積：0.9m2/58.2m2
  - 使用圧力：12kg/cm2
  - 小煙管：96本、42mm×4100mm（径×長さ）
- 駆動装置
  - シリンダ：290mm×450mm（径×ストローク）
  - 弁装置：スチーブンソン式
- 牽引力：49kN
- 最高速度：粘着区間50km/h[14]
- 水搭載量：2.7m3
- 石炭搭載量：2t
- ブレーキ装置：手ブレーキ、真空ブレーキ、反圧ブレーキ

## 運行
- ボスニアゲージはオーストリア＝ハンガリー帝国内、特にバルカン半島の狭軌鉄道に1870年代以降広く採用されていた狭軌鉄道向けの軌間であり、二重帝国軍用鉄道と同じ760mm軌間として、有事の際には軍用鉄道として運行もしくは直通運行をしたり、本国から軍用鉄道の機材を持込んで運行したりできるよう考慮されたもので、ボスニア・ヘルツェゴビナだけでも約1500kmの路線網となっており、使用される蒸気機関車も本国のものと共通のものが導入される事例があった。
- 本形式はボスナ鉄道およびボスニア・ヘルツェゴビナ国鉄の路線で旅客列車、貨物列車双方の牽引に使用されており、そのままユーゴスラビア国有鉄道およびユーゴスラビア鉄道に引き継がれているが、IIIa4 206号機は1933年までに廃車となり、ユーゴスラビア国鉄には引継がれていない。なお、同国鉄の主な路線は以下の通り。
  - ボスナ線：サラエヴォ - ラシュヴァ - ブロド間（サラエヴォから北方、セルビア方面への路線）、264km
  - ネレトヴァ線：サラエヴォ - コニツ - チャプリナ - メトコヴィチ間（サラエヴォかアドリア海方面への路線、一部ラック式）、178km
  - スプリト線：ラシュヴァ - トラヴニク - ドニ・ヴァクフ - ブゴイノ間（クロアチアのアドリア海沿海のスプリトまでの建設を予定、一部ラック式）、70km
  - ダルマチア線：チャプリナ - ドゥブロヴニク - ツァヴタット - Zelenika間（クロアチアのダルマチア地方の国境に沿った路線）、183km
  - ボスニア東線：サラエヴォ - Međeđa – Uvac間（サラエヴォから東方への路線）、137km
- その後ボスニア・ヘルツェゴビナ国鉄やその後身の鉄道では、1903-49年の長期にわたり計180機以上が増備された、車軸配置1'DのIVa5形（後の83形）と、その後継で車軸配置1'D1'の85形が主力として使用されていた。その後、本形式も一部の機体については後年クローゼ式輪軸操舵機構を撤去して動輪を転向しないよう固定する改造を実施していたものの、1970年代頃までローカル運用や入換え用に使用されており、その後老朽化及びボスニアゲージの路線の標準軌への転換の進展に伴って全機が廃車となっている。また、ボスニア・ヘルツェゴビナ地域のボスニアゲージの路線も一部の専用鉄道等を除き、1975年までに標準軌へ転換もしくは廃止となっている。
- なお、1919-20年の間は201、203、213、217号機が森林鉄道であるUsora谷鉄道で使用されていたほか、何機かが廃車後に鉱山、製鉄所などの専用線に譲渡されて使用されている。

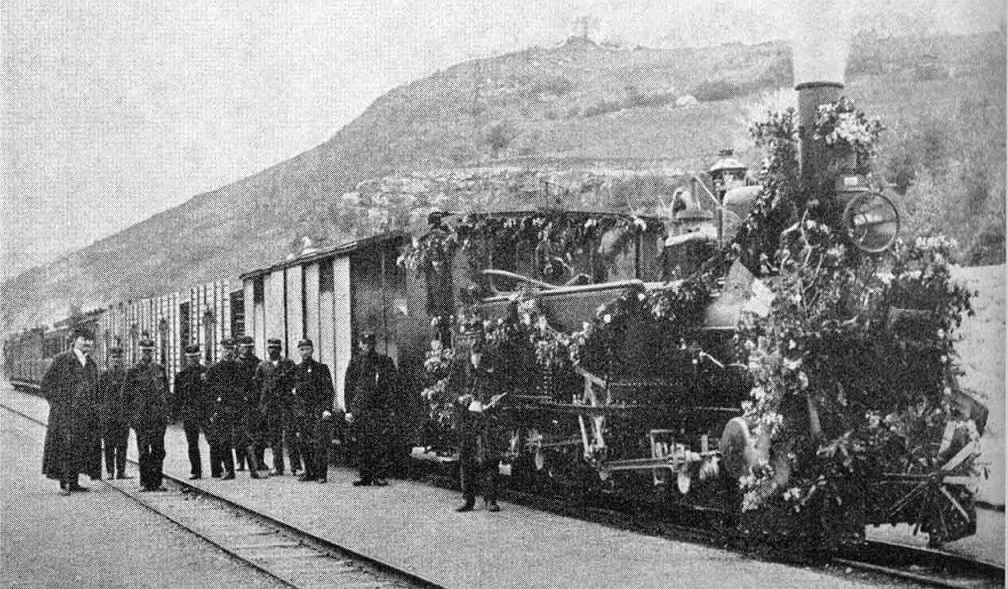
ヤイツェ - Srnetica間の開業時の列車を牽引するIIIa4形、1916年
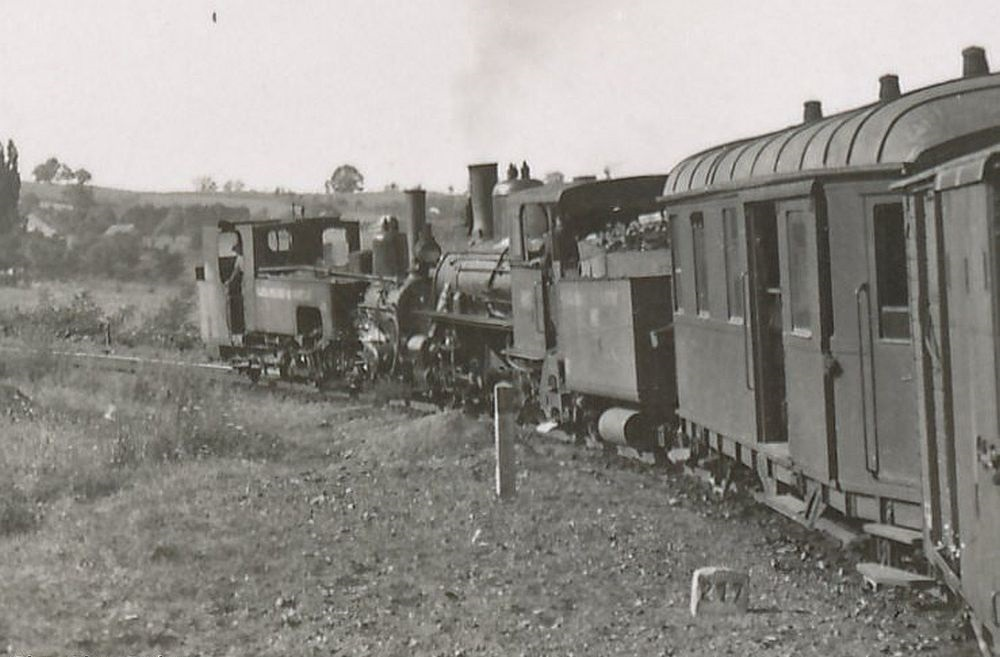
ユーゴスラビア国鉄189形（もとIIIa4形）と73形（もとIIIb5形）の重連が牽引する列車、ボスナ線、1940年
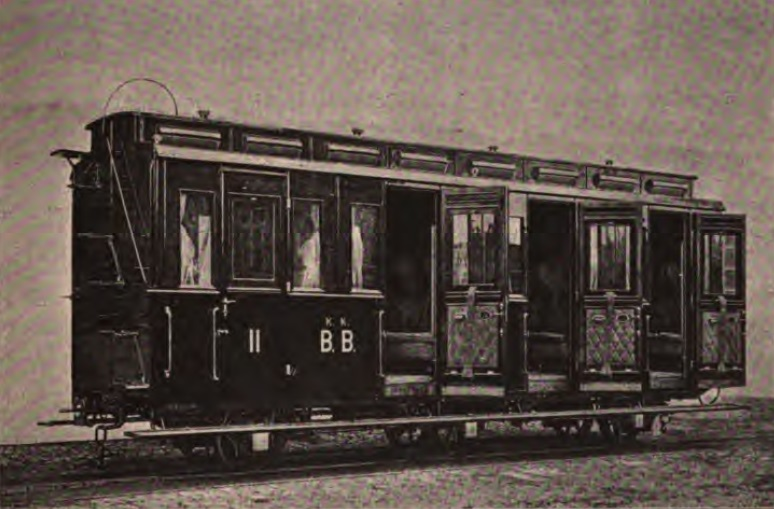
ボスナ鉄道の2軸1等/2等客車、1910年代以前
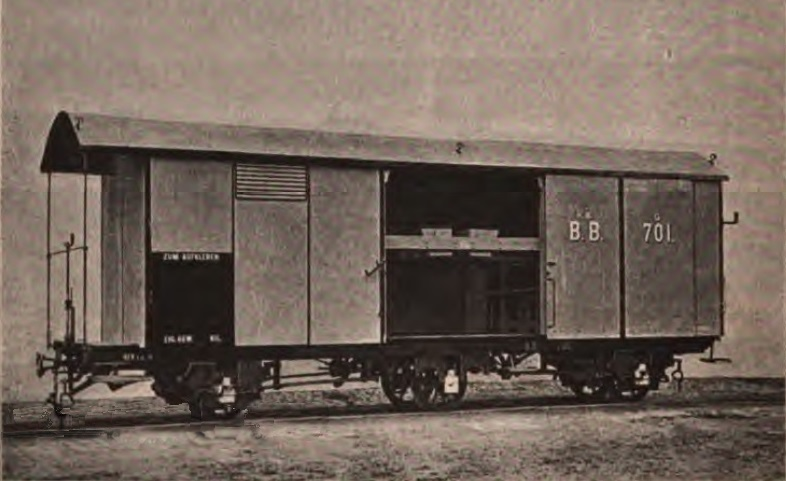
ボスナ鉄道の3軸貨車、当時の1435mm軌間用の標準的な2軸貨車と同じ10t積み、1910年代以前
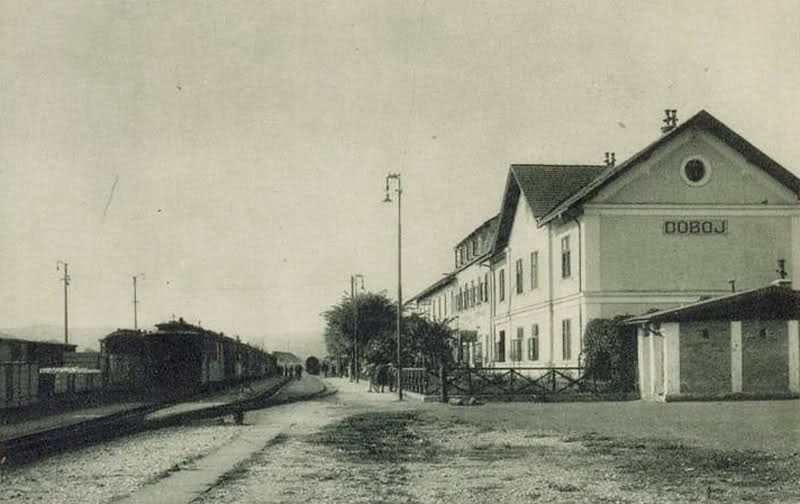
20世紀初頭のドボイ駅
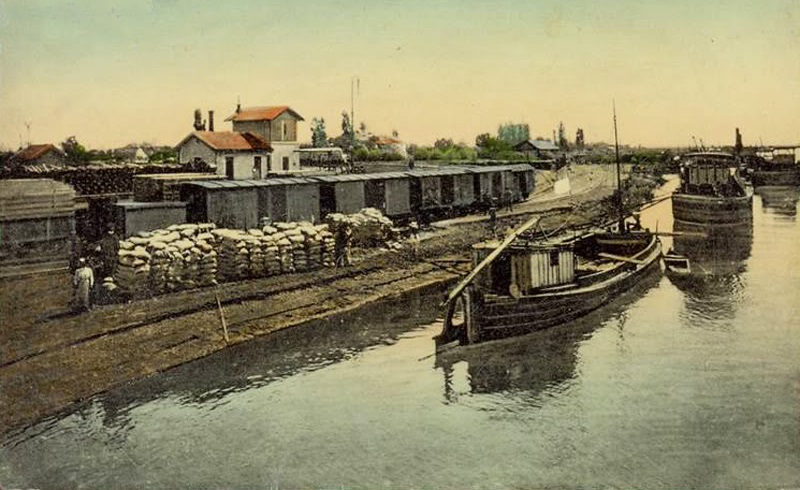
ドナウ川の水運に接続するボスナ線のブロド駅、1910年代以前
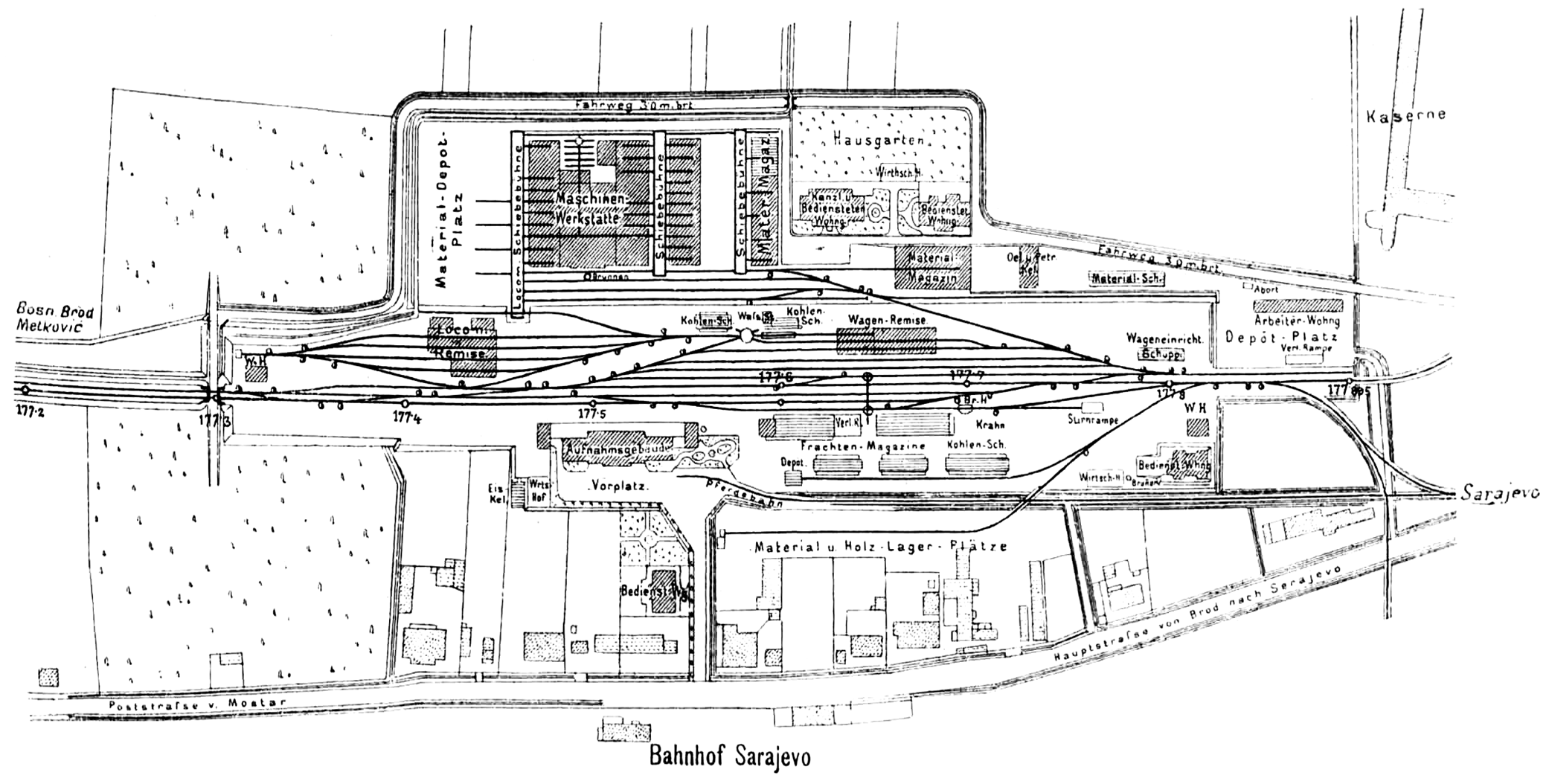
1890年代のサラエヴォ駅